# Al-Hilal Club 2017-2018
 Questa voce raccoglie le informazioni riguardanti l'Al-Hilal Club nelle competizioni ufficiali della stagione 2017-2018.

## Rosa
| N. |                           | Ruolo | Calciatore            |
| -- | ------------------------- | ----- | --------------------- |
| 1  | Arabia Saudita (bandiera) | P     | Abdullah Al-Muaiouf   |
| 2  | Arabia Saudita (bandiera) | D     | Mohammed Al-Burayk    |
| 3  | Brasile (bandiera)        | C     | Carlos Eduardo        |
| 4  | Arabia Saudita (bandiera) | D     | Abdullah Al-Zori      |
| 6  | Arabia Saudita (bandiera) | C     | Abdulmalek Al-Khaibri |
| 7  | Arabia Saudita (bandiera) | C     | Salman Al-Faraj       |
| 8  | Arabia Saudita (bandiera) | C     | Abdullah Ateef        |
| 10 | Arabia Saudita (bandiera) | C     | Mohammad Al-Shalhoub  |
| 11 | Venezuela (bandiera)      | A     | Gelmin Rivas          |
| 12 | Arabia Saudita (bandiera) | D     | Yasser Al-Shahrani    |
| 13 | Arabia Saudita (bandiera) | D     | Hassan Kadesh         |
| 15 | Arabia Saudita (bandiera) | A     | Mujahid Al-Manee      |
| 16 | Uruguay (bandiera)        | C     | Nicolás Milesi        |
| 17 | Arabia Saudita (bandiera) | D     | Abdullah Al-Hafith    |

| N. |                           | Ruolo | Calciatore                   |
| -- | ------------------------- | ----- | ---------------------------- |
| 20 | Arabia Saudita (bandiera) | A     | Yasser Al-Qahtani (capitano) |
| 21 | Arabia Saudita (bandiera) | C     | Majed Al-Najrani             |
| 24 | Arabia Saudita (bandiera) | C     | Nawaf Al Abed                |
| 25 | Arabia Saudita (bandiera) | D     | Faisal Darwish               |
| 26 | Oman (bandiera)           | P     | Ali Al-Habsi                 |
| 27 | Arabia Saudita (bandiera) | C     | Mohamed Kanu                 |
| 30 | Arabia Saudita (bandiera) | P     | Mohammed Al-Waked            |
| 33 | Arabia Saudita (bandiera) | D     | Osama Hawsawi                |
| 44 | Arabia Saudita (bandiera) | D     | Mukhtar Fallatah             |
| 50 | Arabia Saudita (bandiera) | D     | Ali Al-Boleahi               |
| 70 | Arabia Saudita (bandiera) | D     | Mohammed Jahfali             |
| 77 | Egitto (bandiera)         | A     | Omar Khrbin                  |
|    | Francia (bandiera)        | A     | Bafétimbi Gomis              |
|    | Marocco (bandiera)        | A     | Achraf Bencharki             |